# NGC 5495
NGC 5495 est une très vaste galaxie spirale barrée située dans la constellation de l'Hydre. Sa vitesse par rapport au fond diffus cosmologique est de 6 989 ± 20 km/s, ce qui correspond à une distance de Hubble de 103,1 ± 7,2 Mpc (∼336 millions d'al). NGC 5495 a été découverte par l'astronome britannique John Herschel en 1834.

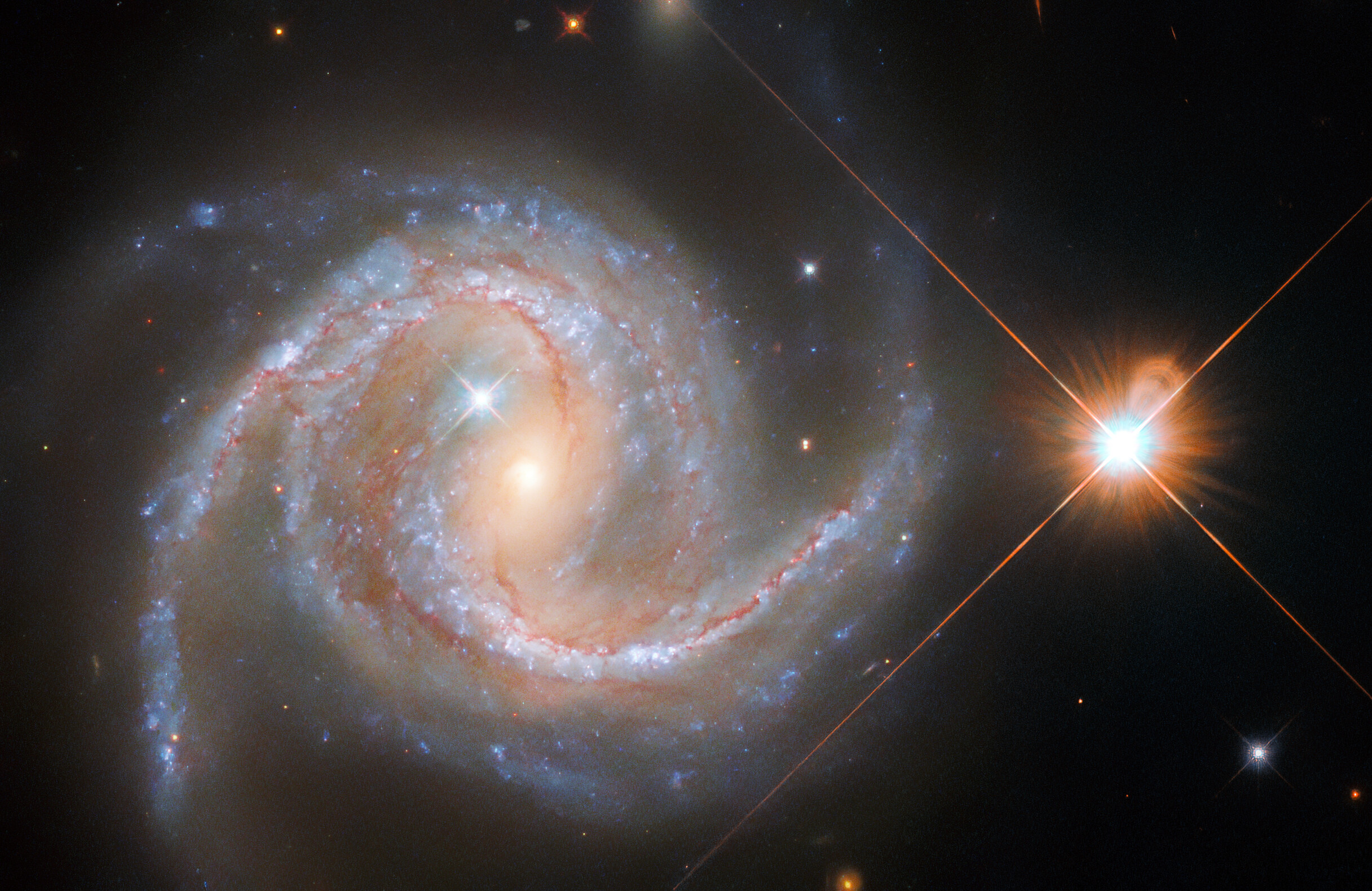
NGC 5495 par le télescope spatial Hubble

La classe de luminosité de NGC 5495 est III et elle présente une large raie HI. Elle renferme également des régions d'hydrogène ionisé. C'est aussi une galaxie active de type Seyfert 2.